# موبيل آي
موبيل آي (بالإنجليزية: Mobileye)‏ هي شركة إسرائيلية تابعة لشركة إنتل الأمريكية تقوم بتطوير مركبات ذاتية القيادة وأنظمة مساعدة السائق المتقدمة.في مارس 2017 أستحوذت إنتل على الشركة في صفقة وصلت ل 15.3 مليار دولار  وهو أكبر استحواذ في تاريخ الشركات الإسرائيلية.